# BERRY-BOP HIGHSCHOOL
『BERRY-BOP HIGHSCHOOL』（ベリー・バップ・ハイスクール）はRADIO BERRYで放送されていたラジオ番組。2006年4月から2006年11月にかけて放送された。

## 番組概要
パーソナリティは鼻エンジン（村田渚・松丘慎吾）。放送時間は毎週金曜日20：00〜21：55。
「ラジオ前留学」というキャッチフレーズ。番組＝学校、鼻エンジン＝先生、そしてリスナーが生徒、という設定で毎週面白おかしく放送されていた番組（「投稿」も「登校」と言う表記に置き換えられている）。生放送の2時間は1時間目と2時間目の2部構成になっている。
それぞれの時間の冒頭で出席確認と銘打ったフリーメールを募集し、トークを交えながらそれを読み上げていく。出席確認が終わるとその中で印象深いメールを送ったリスナーが日直に選ばれる。
そして、お題が発表され同じようにトークをしながら読み上げていく。最後にそのなかからMVPを決める。MVPに選ばれたメールはHPに掲載される。
また、日直またはMVPに選ばれたリスナーには賞品として「伝説」という大見出しのついた認定書と共にイチゴローボールペンが送られる。
村田渚の死去に伴い、休校式と題された2006年11月17日の放送を最後に終了した。なお村田は生前、この番組内で2週連続で体調不良を訴えていた。

## いままでに出されたお題
- 「新川柳 5・7・エックス テーマは“○○”」（06.7.21/06.8.4/06.8.18/06.9.8/06.10.9/06.11.3他放送）
テーマに沿った川柳。しかし、普通の川柳とは違いエックスの部分は何文字でもよい（5文字でもよい）。心地の悪いリズムで、脱力感を表現する。テーマには、夏・スポーツ・ヒマつぶしなどが使われた。
- 「○○の○から始まる○○な言葉！！」（06.8.4/06.9.1/06.9.15/06.11.6/06.11.10/06/11.17他放送）
新川柳に次いで多く登場したお題。「秋の“あ”から始まる大人な言葉（06.10.16放送）」「サンクスウィークの“さ”から始まる楽しい言葉（06.11.10放送）」など。番組最終回（06.11.17放送）のお題は渚先生を偲びつつ「村田渚の“む”から始まる楽しい言葉」。ゲストの後輩芸人が次々と作品を読み上げ、休公式を明るく締めくくった。
- 「一度でいいから見てみたい」（06.7.28/06.9.29放送）
「笑点」の歌丸師匠の決まり文句をベリーバップリスナー流にするとどうなる？という企画。集まる作品は秀作多発。大盛況ということもあり2回目も開催された。まったく同じお題が2回登場はこれのみ。渚先生のお気に入りだった。
- 「一文字変えるとへんな感じ」（06.11.3放送） 
世の中にあふれる名詞、形容詞、常套文句やキャッチフレーズなどありとあらゆる耳なじみの言葉をたった1文字だけ変えて微妙～なものにしてみようというお題。これも傑作ぞろいでスタジオは終始爆笑。「一度でいいから見てみたい」同様シリーズ化が期待される企画だった。
- 「○○のグチ…テーマは“楽器”（“食べ物”）」
- 「はい、こちらBERRY署、なに？○○が○○した！？」
- 「オナラのカッコいいキャッチフレーズ」
- 「プロレスの反則技、チョーク、金的、あと1つは？」

他多数